# Зора Зуберцова
Зора Минталова Зуберцова (на словашки: Zora Mintalová Zubercová) е словашка етнографка, историчка и музеоложка. Специализира в областта на историята на храните и материалната култура в Централна Европа.
Заедно с колегите си от Етнографския институт в Словашката академия на науките, е носителка на Националния медал на науката в Словакия (1991) за работата им върху Етнографския атлас на Словакия, за което е направен документален филм през 1994 г. Тя е и основател на Музея на Словашкия червен кръст.

## Биография
Родена е в град Мартин, Чехословакия през 1950 г. завършва Факултета за изкуства в Университета „Коменски“ в Братислава през 1974 г.
Започва работа като асистент в Етнографския институт на Словашкия национален музей. След като защитава докторантура по етнография и история през 1980 г. в Университета „Коменски“ в Братислава, започва да се занимава с научноизследователска дейност.
Поради „неблагонадеждността“ на рода ѝ по майчина линия няма право да заема важни научни позиции в социалистическа Чехословакия. След 1989 г. става старши научен сътрудник, а през 1990 г. ръководи основния научноизследователски отдел на Словашкия национален музей. Това води до нейното научно сътрудничество с много музеи и регионални, национални и международни научни организации като Словашката академия на науките, Държавния руски музей в Санкт Петербург, Националния музей на изкуствата и традициите в Париж. В своята кариера в Словашкия национален музей участва в повече от 29 международни и национални научноизследователски проекта като главен изследовател и съизследовател, а също така и като куратор и съавтор на повече от 50 музейни изложби в Словакия и в чужбина, включително Куба, Нидерландия, Германия, Италия и др.
От 1996 до 2000 г. работи като заместник-директор на Словашкия национален музей в град Мартин. През 2000 г. ѝ е възложено от Върховния орган на Словашкия Червен кръст да основе Музей на Словашкия Червения кръст. Две години по-късно е назначена за първи директор на новосъздадения музей.
Оттегля се от активна научна кариера през 2009 г., но продължава да работи в областта на изследванията на историята на храните, публикуване на книги и статии по тази тема. Работи в борда на Националната култура на Словакия.

## Награди
- Награда на Словашкото етнографско дружество при Словашката академия на науките в категорията изложби за Z kuchyne starých matiek (1987);
- Медал за заслуги към Чехановски окръг, Полша (1987);
- Национален медал на науката на Словакия (член на научния екип, 1991);
- Награда на Словашката академия на науките за научноизследователска дейност (член на научния екип, 1995);
- Международна награда за етнографски и антропологични изследвания, Палермо, Италия – за Encyklopédia ľudovej kultúry Slovenska (член на авторския колектив, 1995);
- Награда на Словашката музейна асоциация за развитието на словашката музеология (1981, 2000);
- Медал на Словашкия национален музей за развитието на музеологията (2000);
- Възпоменателен медал на Словашкия Червен кръст (2009);
- Най-добра книга за кулинарната история в Словакия (Gourmand World Cookbook Award, 2012).

## Публикации
По време на своята кариера д-р Зуберцова е автор и съавтор на повече от 13 монографии и публикува повече от 250 научни статии в областта на историята и етнологията, насочени основно към материалната култура. Някои от тях са:
- Z ľudovej kultúry Turca, ISBN 80-7090-760-6 (съавтор, редактор)
- Red Cross in Slovakia in the years 1919 – 1938, ISBN 80-969221-9-X
- Red Cross in Slovakia in the years 1939 – 1947, ISBN 80-89208-03-7
- Z turčianskej kuchyne, ISBN 978-80-89208-64-7
- Veľká kniha slovenských Vianoc, ISBN 978-80-89208-92-0
- Všetko okolo stola I., ISBN 978-80-89208-94-4
- Všetko okolo stola II., ISBN 978-80-8115-013-5
- Vianoce na Slovensku, ISBN 978-80-556-0444-2